# عاصم علی‌زاده
عاصم علی‌زاده (ترکی آذربایجانی: Asim Əlizadə؛ زادهٔ ۵ فوریهٔ ۲۰۰۰) بازیکن فوتبال است.
وی همچنین در تیم ملی فوتبال زیر ۲۱ سال جمهوری آذربایجان بازی کرده‌است.